# Mistrzostwa Świata FIBT 1958
Mistrzostwa Świata FIBT 1958 odbyły się w dniu 1 lutego 1958 w niemieckiej miejscowości Garmisch-Partenkirchen, gdzie rozegrano konkurencję męskich dwójek i czwórek bobslejowych.

## Dwójki
- Data: 1 lutego 1958

| Miejsce | Państwo | Zawodnik                       | Czas |
| ------- | ------- | ------------------------------ | ---- |
| 1       | Włochy  | Eugenio Monti Renzo Alverà     | –    |
| 2       | Włochy  | Sergio Zardini Sergio Siorpaes | –    |
| 3       | Austria | Paul Aste Heinz Isser          | –    |

## Czwórki
- Data: 1 lutego 1958

| Miejsce | Państwo | Zawodnik                                                       | Czas |
| ------- | ------- | -------------------------------------------------------------- | ---- |
| 1       | RFN     | Hans Rösch Alfred Hammer Theodor Bauer Walter Haller           | –    |
| 2       | RFN     | Franz Schelle Eduard Kaltenberger Josef Sterff Otto Göbl       | –    |
| 3       | Włochy  | Sergio Zardini Massimo Bogana Renato Mocellini Alberto Righini | –    |

## Tabela medalowa
| Miejsce | Państwo |   |   |   | Razem |
| ------- | ------- | - | - | - | ----- |
| 1.      | Włochy  | 1 | 1 | 1 | 3     |
| 2.      | RFN     | 1 | 1 | 0 | 2     |
| 3.      | Austria | 0 | 0 | 1 | 1     |